# David S. Cass Sr.
David Stanley Cass Sr. (ur. 21 marca 1942, zm. 28 sierpnia 2020 w Los Angeles) – amerykański aktor, kaskader, reżyser, scenarzysta i producent filmowy.
Ojciec reżysera Davida Cassa Juniora.

## Kariera
W latach 50. XX wieku zaczął grywać w filmach jako dubler i aktor epizodyczny. Wystąpił m.in. w Bonanzie, Ulicach San Francisco, Magnum, Nieustraszonym, Autostradzie do nieba. W 1999 wyreżyserował pierwszy film, było nim Przeczucie zbrodni z Burtem Reynoldsem i Charlesem Durningiem w rolach detektywów. W następnych latach reżyserował kolejne filmy telewizyjne, m.in.: przygodowy Groza w górach (2002), western Wojna w Johnson County (2002), dramat Noc wilka (2002), Czarne złoto (2003), Kanion osamotnienia (2006), Anioł zemsty (2007), Samotny jeździec (2008), melodramat Pora na miłość (2011), Świąteczna swatka (2012), Cienie nad wzgórzami (2013).

## Filmografia
| Rok  | Tytuł                                                                                   | Rola                               | Reżyser                        |
| ---- | --------------------------------------------------------------------------------------- | ---------------------------------- | ------------------------------ |
| 1969 | Dobrzy chłopcy i źli chłopcy (The Good Guys and the Bad Guys)                           | Tuber                              | Burt Kennedy                   |
| 1970 | A gdyby wszczęli wojnę i nikt się nie stawił? (Suppose They Gave a War and Nobody Came) | zastępca Dave                      | Hy Averback                    |
| 1970 | Paskudny Dingus Magee (Dirty Dingus Magee)                                              | kawalerzysta                       | Burt Kennedy                   |
| 1972 | Enter the Devil                                                                         | Jase                               | Frank Q. Dobbs                 |
| 1973 | Bestia z Wolfsberga (The Boy Who Cried Werewolf)                                        | zastępca                           | Nathan Juran                   |
| 1974 | Trzęsienie ziemi (Earthquake)                                                           | szeryf Merle – Nemezis Lou Slade’a | Mark Robson                    |
| 1975 | Mistrz rewolweru (The Master Gunfighter)                                                | McDonald                           | Frank Laughlin                 |
| 1976 | Treasure of Matecumbe                                                                   | człowiek Spanglera                 | Vincent McEveety               |
| 1976 | Dwuminutowe ostrzeżenie (Two-Minute Warning)                                            | Henchman Greena                    | Larry Peerce                   |
| 1977 | Pan Bilion (Mr. Billion)                                                                | szef porywaczy                     | Jonathan Kaplan                |
| 1977 | Wyspa doktora Moreau (The Island of Dr. Moreau)                                         | Bearman                            | Don Taylor                     |
| 1977 | Dziewczyna na pożegnanie (The Goodbye Girl)                                             | Drunk                              | Herbert Ross                   |
| 1978 | Gorący ołów i zimne stopy (Hot Lead and Cold Feet)                                      | Jack                               | Robert Butler                  |
| 1979 | Pierogowa banda (The Apple Dumpling Gang Rides Again)                                   | Henchman                           | Vincent McEveety               |
| 1980 | Hotwire                                                                                 |                                    | Frank Q. Dobbs                 |
| 1980 | Wrota niebios (Heaven’s Gate)                                                           | wąsaty najemnik                    | Michael Cimino                 |
| 1982 | Tron                                                                                    | strażnik fabryczny                 | Steven Lisberger               |
| 1982 | Zagrożony gatunek (Endangered Species)                                                  | Wes                                | Alan Rudolph                   |
| 1983 | Mistrz kierownicy ucieka 3 (Smokey and the Bandit Part 3)                               | lokalny twardziel                  | Dick Lowry                     |
| 1983 | Flicks (nowela Philip Alien)                                                            | Lou                                | Peter Winograd, Kirk Henderson |
| 1987 | Mój kochanek demon (My Demon Lover)                                                     | partner Grady                      | Charlie Loventhal              |
| 1987 | Bestseller (Best Seller)                                                                | policjant w depozycie              | John Flynn                     |